# 穆夏那
穆夏那（烏克蘭語：Мощена）是一个位于乌克兰沃伦州科韋利區的一个村庄。共有581名居民居住于此。
最早提到这个村庄的时间为1543年。